# Régulation
Pour les articles homonymes, voir Régulation (homonymie).
Le terme de régulation renvoie dans son sens concret à une discipline technique, qui se rattache sur le plan scientifique à l'automatique. La régulation est un cas spécifique de rétroaction où le système tend à réduire ses écarts à une valeur de consigne constante.

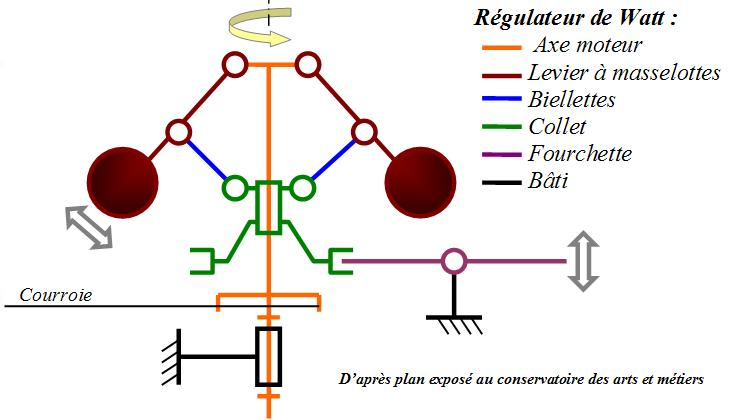
Exemple simple de régulateur automatique et passif : le régulateur de Watt

## Définition
La régulation dans le domaine des procédés industriels concerne la mise en œuvre de l'ensemble des moyens théoriques, matériels et techniques pour maintenir chaque grandeur physique essentielle égale à une valeur désirée, appelée valeur de consigne, par action sur des grandeurs réglantes, et ce, malgré l'influence des grandeurs perturbatrices du système.
Le terme régulation peut avoir d'autres acceptions. Dans un sens général, la régulation est l'ensemble des techniques permettant de maintenir le bon fonctionnement d'une machine ou l'état d'un système.
Dans le cadre des transports et de la logistique, la régulation désigne l'organisation des flux de marchandises, de voyageurs, de véhicules, de manière optimale : détecter les non-conformités (retard, bouchons, pannes incidents de toutes sortes altérant le déroulement du plan de transport) et ramener la situation à la normale, à ce qui est conforme au plan, le plus vite et avec le moins de conséquences possibles.
- Ne pas confondre avec le terme anglais (en) regulation dont la traduction est réglementation. Toutefois, les expressions régulation en économie et Théorie de la régulation montrent que le terme francisé régulation est dans certains cas le mieux approprié pour traduire le terme anglais regulation, lorsque celui-ci va au-delà de la simple réglementation en incluant une supervision active.

## Histoire
Vers 1500 avant J.-C. déjà, l'homme recherchait des systèmes de régulation pour quantifier le temps. Il inventa la Clepsydre. Plus tard, le baille blé des moulins et le volant d'inertie du système bielle-manivelle sont des exemples de mécanismes de régulation. En 1746, William Salmon décrit un robinet à flotteur propre à maintenir le niveau d'eau des réservoirs domestiques,. Ce principe est repris en 1765 par le Russe Ivan Polzounov pour réguler le niveau d'eau de la machine à vapeur dont il a équipé les soufflets des mines d'argent de Barnaoul.
Dans l'histoire contemporaine l'idée sera améliorée dans le régulateur à boules de Watt destiné à maintenir le régime de rotation d'une machine à vapeur à une valeur voulue, en dosant l'admission de la vapeur grâce à la force centrifuge (les boules s'écartent et réduisent l'admission de la vapeur). Avec le chauffage électrique domestique, un thermostat commande les éléments de chauffe en contact et rupture ou en générant un signal à modulation de largeur d'impulsion (pour une chaudière modulante par exemple), par référence à la température désirée. Le thermostat est souvent mentionné comme symbole de cette cybernétique de la régulation.